# Rhoicinus andinus
Espèce
Rhoicinus andinus est une espèce d'araignées aranéomorphes de la famille des Trechaleidae.

## Distribution
Cette espèce est endémique du Pérou.

## Description
La femelle holotype mesure 11,16 mm, sa carapace mesure 4,19 mm de long sur 3,07 mm de large.
Le mâle décrit par Silva en 2007 mesure 7,3 mm, sa carapace mesure 3,34 mm de long sur 2,75 mm de large et l'abdomen 3,96 mm.

## Étymologie
Son nom d'espèce lui a été donné en référence au lieu de sa découverte, la cordillère des Andes.

## Publication originale
- Exline, 1960 : Rhoicinine spiders (Pisauridae) of western South America. Proceedings of the California Academy of Sciences, vol. 29, p. 577-620 (texte intégral).